# Mohamed Yacoub Bâ
Mohamed Yacoub Bâ (ur. 1 grudnia 1984 w Saint-Louis) – mauretański piłkarz grający na pozycji defensywnego pomocnika. W swojej karierze rozegrał 18 meczów i strzelił 2 gole w reprezentacji Mauretanii.

## Kariera klubowa
Swoją karierę piłkarską Bâ rozpoczął w klubie ASC Nasr de Sebkha. W sezonie 2005/2006 zadebiutował w jego barwach w pierwszej lidze mauretańskiej. W debiutanckim sezonie zdobył z nim Puchar Mauretanii, a w sezonie 2006/2007 został mistrzem tego kraju. Jesienią 2007 grał w gabońskim US Bitam, który został wicemistrzem kraju. W 2007 wrócił do ASC Nasr, a w sezonie 2009/2010 był zawodnikiem marokańskiego KAC Kénitra. W 2010 roku przeszedł do FC Tevragh-Zeina. W sezonie 2010/2011 wywalczył wicemistrzostwo Mauretanii oraz zdobył Puchar Mauretanii, a w sezonie 2011/2012 sięgnął po dublet - mistrzostwo i puchar kraju. Wiosną 2013 grał w ACS Ksar, z którym został wicemistrzem Mauretanii. Latem 2013 wrócił do FC Tevragh-Zeina, gdzie grał do 2018 roku, czyli do końca swojej kariery. W sezonach 2014/2015 i 2015/2016 został z nim mistrzem, a w sezonie 2016/2017 wicemistrzem kraju. W 2016 zdobył krajowy puchar.

## Kariera reprezentacyjna
W reprezentacji Mauretanii Bâ zadebiutował 3 września 2006 w wygranym 4:0 meczu kwalifikacji do Pucharu Narodów Afryki 2008 z Botswaną, rozegranym w Nawakszucie. Od 2006 do 2015 wystąpił w kadrze narodowej 18 razy i strzelił 2 gole.